# Nobleton, Ontario
Nobleton är en ort i Kanada.   Den ligger i provinsen Ontario, i den sydöstra delen av landet, 400 km sydväst om huvudstaden Ottawa. Nobleton ligger 264 meter över havet och antalet invånare är 3 582.
Terrängen runt Nobleton är platt, och sluttar söderut. Runt Nobleton är det tätbefolkat, med 709 invånare per kvadratkilometer.. Närmaste större samhälle är Vaughan, 14,2 km sydost om Nobleton. 
Omgivningarna runt Nobleton är en mosaik av jordbruksmark och naturlig växtlighet.